# Arjuna
Pour les articles homonymes, voir Arjuna (homonymie).
Arjuna, le blanc (terme étymologiquement parent du latin argentum, « argent »), est un des héros de l'épopée du Mahābhārata.
La Bhagavad-Gîtâ, un des textes majeurs de l'hindouisme, raconte une conversation entre Krishna et Arjuna.

## Mahābhārata
Fils du dieu Indra, il est aussi le troisième des cinq Pândava, les fils du roi Pându de Hastinâpura et de ses épouses Kuntî et Mâdrî.
Drona, le brahmane maître en art militaire, apprend à Arjuna les arts martiaux, en particulier l'archerie dont il devient expert et qui lui permet de gagner, lors d'un concours, son épouse Draupadî. Il épousera aussi Ulûpî, une princesse Nâga, Chitrângadâ, une princesse de Manipur et Subhadrâ, une sœur de Krishna, l'avatar du dieu Vishnou, dont il est un ami proche. Dans l'épopée, qui se déroule tout le long de sa vie, Arjuna devient le plus grand guerrier de tous les temps, maîtrisant toutes les armes existant au monde, mélange d'Achille et d'Ulysse.

## Bhagavad-Gîtâ
Le thème central des deux premiers chapitres de la Bhagavad-Gîtâ expose les doutes d'Arjuna qui défend les idéaux de la société lignagère. Krishna lui oppose l'idéal de la société héroïque qui permet au héros d'accéder à la « voie des dieux » et l'immortalité. Pour le guerrier, l'honneur est plus important que ses proches et que les membres de son lignage.
Alors que la bataille approche, Arjuna est envahi par le doute de la justice de la guerre contre ses propres amis et parents. Il est bouleversé à l'idée de se battre contre ses amis et sa famille tels que son cher professeur Drona et son grand-père Bhishma. C'est alors que Krishna lui explique la nécessité et le caractère inévitable de la guerre. Cette conversation est un élément clé du Mahabharata et est considérée comme une sainte Écriture de l'hindouisme.
Arjuna joue le rôle du lecteur dans cet épisode. Tandis que Krishna dispense le conseil, Arjuna pose les questions. La Bhagavad Gita prend principalement la forme d'un dialogue philosophique entre le prince Arjuna et Krishna.

## Postérité
Dans le village de Mahaballipuram se trouve un très grand bas-relief parfois appelé la Pénitence d'Arjuna.
Le nom d'Arjuna a été donné à un des temples du plateau de Dieng à Java en Indonésie.
Arjuna a servi d'inspiration pour Juna Ariyoshi, le personnage principal de l'anime Earth Girl Arjuna.

## Galerie

Quelques représentations artistiques
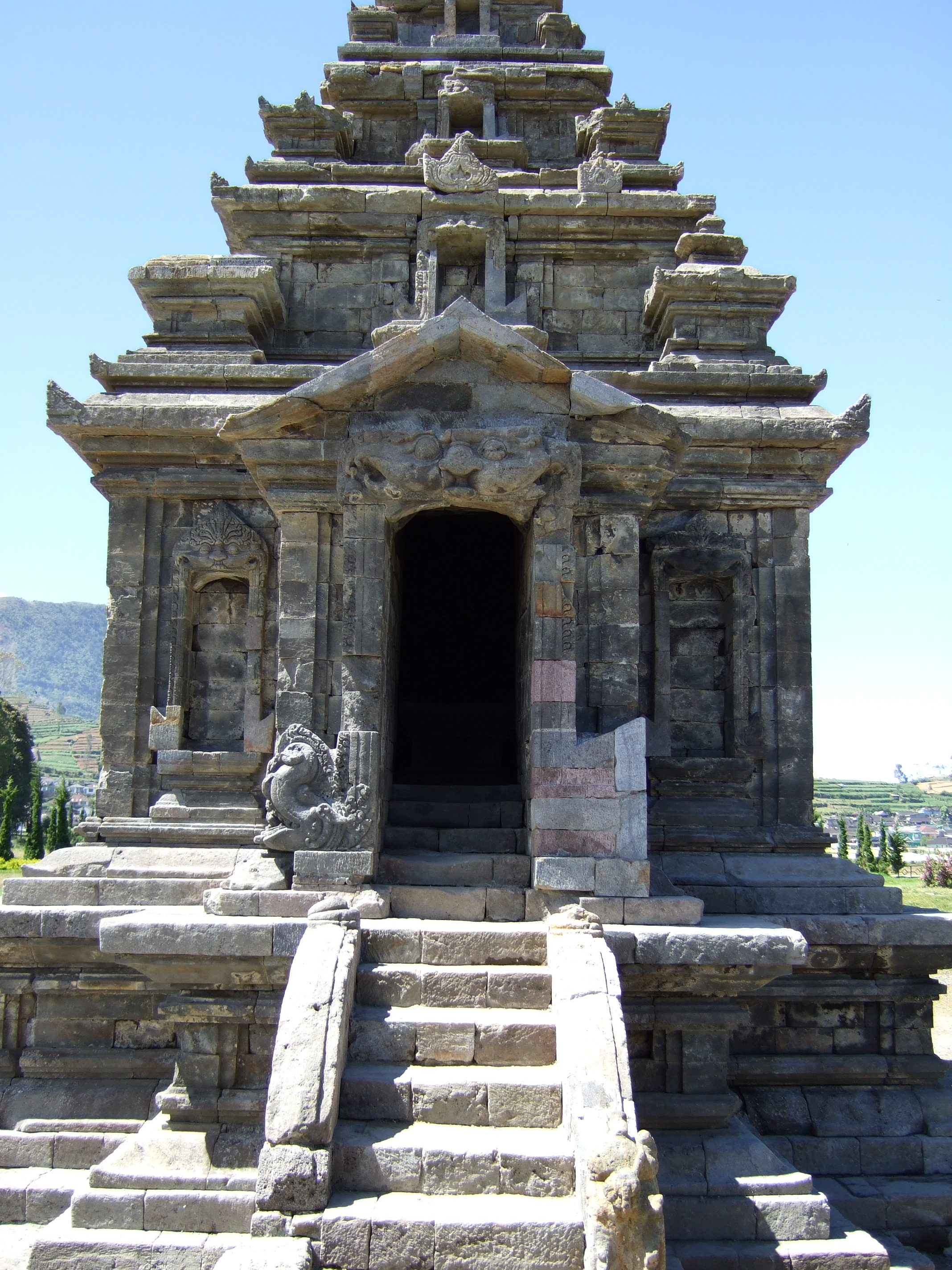
Le temple d'Arjuna sur le plateau de Dieng à Java central en Indonésie
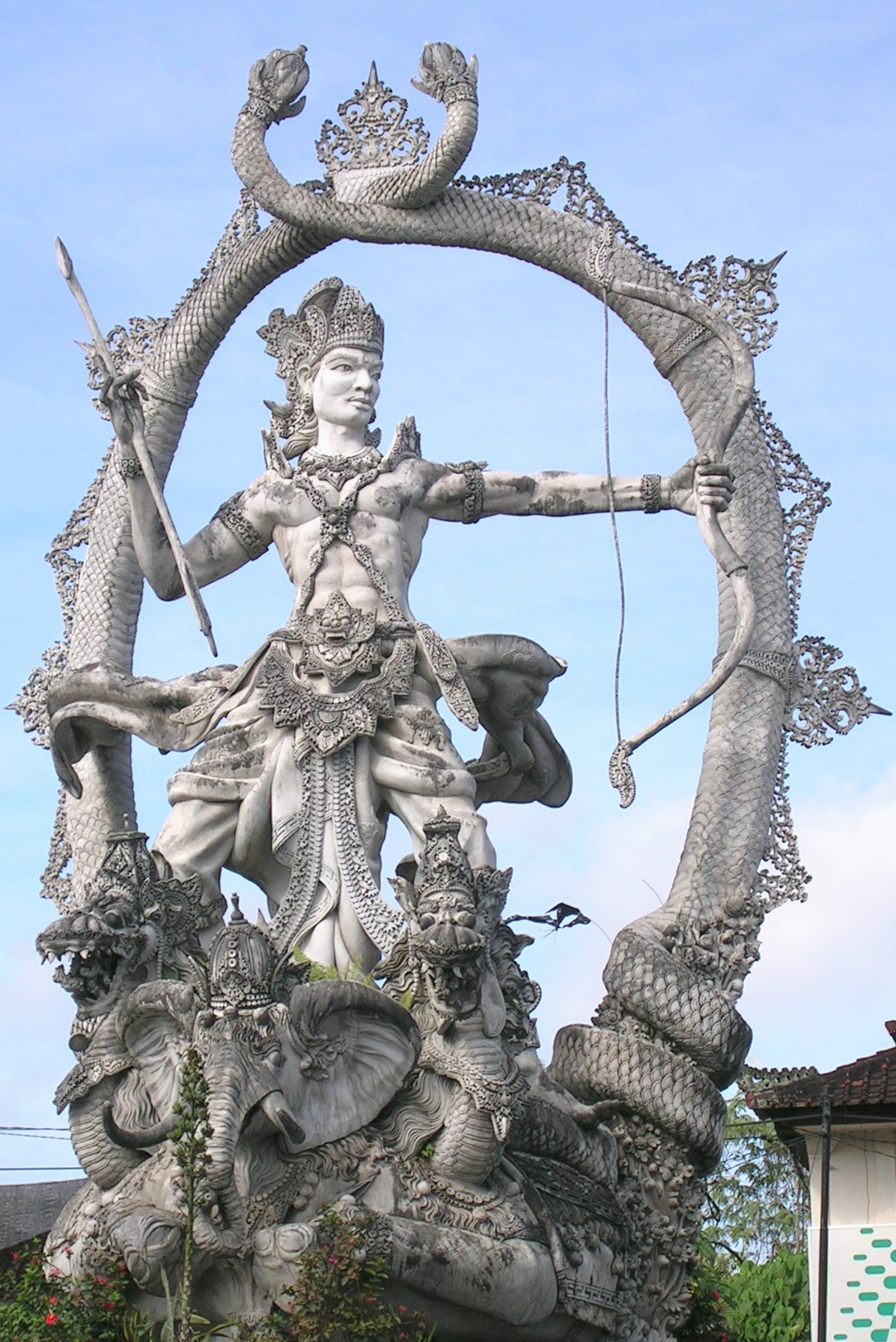
Statue d'Arjuna à Bali en Indonésie